# 미로슬라프 타보르스키
미로슬라프 타보르스키(체코어: Miroslav Táborský, 1959년 11월 9일~)는 체코의 배우이다.
프라하에서 태어났다.

## 출연 작품
- 라이카 (2017년)
- 잃어버린 시간(체코어판) (2009년)
- 공주 구출 작전 (2009년)
- 다락방은 살아있다 (2009년)
- 엔젤스 곤 (2009년)
- 염소 이야기 - 오래된 프라하의 전설 (2008년)
- 엠프티스 (2007년)
- 호스텔 (2005년)
- 그림 형제 - 마르바덴 숲의 전설 (2005년)
- 래츠 2 (2004년)
- 시인들은 절대 희망을 잃지 않는다 (2004년)
- 유로트립 (2004년)
- 7번째 사진 (2003년)
- 래츠 (2001년)
- 다크 블루 월드 (2001년)
- 사구 (2000년)
- 꿈 속의 여인 (1998년) - 바츨라프 역
- 스노우 화이트 (1997년)
- 콜리야 (1996년)